# Gerry Blakes
Gerry Royce Blakes, né le 16 novembre 1993 à Inglewood, Californie, est un joueur américain de basket-ball évoluant aux postes de meneur et d'arrière.

## Biographie

### Carrière universitaire
Entre 2012 et 2014, il joue au San Bernardino Valley College (en).
Entre 2014 et 2016, il joue pour les Sun Devils d'Arizona State à l'université d'État de l'Arizona.

### Carrière professionnelle

#### Enosis Neon Paralimni (2016-2017)
Le 23 juin 2016, lors de la draft 2016 de la NBA, automatiquement éligible, il n'est pas sélectionné.
Le 12 octobre 2016, il signe son premier contrat professionnel avec le club chypriote de l'Enosis Neon Paralimni (en).

#### Norrköping Dolphins (2017-2018)
Durant l'été 2017, il s'engage avec le club suédois du Norrköping Dolphins.

#### Pallacanestro Cantù (2018-2019)
Durant l'été 2018, il s'engage avec le club italien du Pallacanestro Cantù.

#### EWE Baskets Oldenbourg (2019-2020)
Le 20 juin 2019, il signe avec le club allemand de l'EWE Baskets Oldenbourg.

#### SIG Strasbourg (fév. - juil. 2020)
Le 22 février 2020, il rejoint l'équipe française de la SIG Strasbourg pour terminer la saison 2019-2020.

#### Cholet Basket (2020-2021)
Le 24 juin 2020, il revient en Allemagne et signe avec le Brose Baskets Bamberg. Le 2 octobre, il n'est pas conservé par le club allemand.
Le 29 octobre 2020, il revient en France et signe au Cholet Basket.

#### CSP Limoges (2021-2022)
Le 3 août 2021, il arrive en France et signe avec le CSP Limoges.
Au début du mois de septembre 2021, il se blesse au genou à l'entraînement et doit rester éloigné des parquets durant six semaines.

## Statistiques

### Universitaires
| Saison    | Équipe                     | Matchs | Titul. | Min./m | % Tir | % 3pts | % LF | Rbds/m. | Pass/m. | Int/m. | Ctr/m. | Pts/m. |
| --------- | -------------------------- | ------ | ------ | ------ | ----- | ------ | ---- | ------- | ------- | ------ | ------ | ------ |
| 2012-2013 | San Bernardino Valley (en) | -      | -      | -      | -     | -      | -    | -       | -       | -      | -      | -      |
| 2013-2014 | San Bernardino Valley      | -      | -      | -      | -     | -      | -    | -       | -       | -      | -      | -      |
| 2014-2015 | Arizona State              | 34     | 33     | 25,5   | 40,5  | 30,2   | 82,2 | 4,24    | 1,76    | 0,82   | 0,09   | 11,15  |
| 2015-2016 | Arizona State              | 32     | 29     | 30,1   | 38,6  | 31,3   | 72,5 | 5,31    | 2,38    | 1,06   | 0,16   | 11,03  |
| Carrière  | Carrière                   | 135    | 102    | 29,2   | 40,6  | 35,8   | 70,1 | 3,61    | 2,95    | 1,22   | 0,34   | 10,64  |